# Meribre
Meribre, eigentlich Meri-ib-Re, (16. Jahrhundert v. Chr.) war ein altägyptischer König der Hyksos-Zeit, 16. Dynastie.
Der König ist nur durch seinen Thronnamen auf einem Skarabäus belegt.